# Liste der Kulturdenkmale in Wäschenbeuren

Wappen von Wäschenbeuren

In der Liste der Kulturdenkmale in Wäschenbeuren werden unbeweglichen Bau- und Kunstdenkmale in Wäschenbeuren aufgelistet. Diese Liste ist noch unvollständig.

## Allgemein
- Bild: Zeigt ein ausgewähltes Bild aus Commons, „Weitere Bilder“ verweist auf die Bilder im Medienarchiv Wikimedia Commons.
- Bezeichnung: Nennt den Namen, die Bezeichnung oder die Art des Kulturdenkmals.
- Lage: Straßenname und Hausnummer oder Flurstücknummer des Kulturdenkmals, gegebenenfalls auch den Ortsteil. Die Grundsortierung der Liste erfolgt nach dieser Adresse. Der Link (Karte) führt zu verschiedenen Kartendiensten mit der Position des Kulturdenkmals. Fehlt dieser Link, wurden die Koordinaten noch nicht eingetragen. Sind diese bekannt, können sie über ein Tool mit einer Kartenansicht einfach nachgetragen werden. In dieser Kartenansicht sind Kulturdenkmale ohne Koordinaten mit einem roten bzw. orangen Marker dargestellt und können durch Verschieben auf die richtige Position in der Karte mit Koordinaten versehen werden. Kulturdenkmale ohne Bild sind an einem blauen bzw. roten Marker erkennbar.
- Datierung: Baubeginn, Fertigstellung, Datum der Erstnennung oder grobe zeitliche Einordnung entsprechend des Eintrags in der zuständigen Denkmaldatenbank (Landesamt für Denkmalpflege Baden-Württemberg).
- Beschreibung: Kurzcharakteristik des Kulturdenkmals.

## Liste
| Bild           | Bezeichnung             | Lage                                  | Datierung              | Beschreibung | ID |
| -------------- | ----------------------- | ------------------------------------- | ---------------------- | --- | -- |
|                | Burg in Flur Burglauch  | Flur Burglauch (Flstnr. 1647) (Karte) |                        | Die abgegangene Burg im Flur Burglauch befindet sich nordöstlich von Wäschenbeuren. Die Anlage ist quadratisch und besitzt einen 20 Meter hohen Burghügel. Geschützt nach § 2 DSchG                                                                |    |
|                | Katholische Pfarrkirche | Kirchgasse 3                          | 1505/07                | Diese katholische Pfarrkirche liegt zentral in Wäschenbeuren auf einer Anhöhe. Zu dem Denkmal gehört eine Kirchhofmauer. Geschützt nach § 28 DSchG                                                                                                 |    |
|                | Ortslage Wäscherhof     | Wäscherhof 1, 3                       | 1850                   | Der Wäscherhof ist ein Weiler nordöstlich von Wäschenbeuren. Zu diesem Weiler gehört die sogenannte Wäscherhofkapelle, ein Wohnstallhaus und ein Hüllweiher.                                                                                       |    |
| Weitere Bilder | Wäscherschloss          | Wäscherschlössle 1 (Karte)            | Frühes 13. Jahrhundert | An einem Hang, nordöstlich von Wäschenbeuren, über dem Beutenbach befindet sich das sogenannte Wäscherschloss. Es handelt sich um eine Stauferburg mit einem trapezförmigen Grundriss umgeben von einer hohen Wehrmauer. Geschützt nach § 28 DSchG |    |